# Fasanenhof (Kassel)
Fasanenhof ist ein Stadtteil der nordhessischen Großstadt Kassel.

## Geschichte
Seine erste Erwähnung fand der Stadtteil Fasanenhof 1640 als Fasangarten vor Wolfsanger, einem Ort, der schon um 800 erwähnt wurde und heute ebenfalls ein Stadtteil Kassels ist.
Dabei schenkte Landgräfin Amalie Elisabeth von Hanau-Münzenberg den Fasanengarten dem Hofprediger Neuberger. Dessen Witwe verkaufte ihn der nächsten Landgräfin Hedwig Sophie von Brandenburg wieder zurück. 1712 kam das Vorwerk an ihren Sohn Landgraf Karl. 1766 wurde er von hessischen Landgrafen Friedrich II. der Kriegs- und Domänenkammer übergeben, 1866 fiel er an Preußen.
1920 kaufte die Stadt Kassel vom preußischen Staat den Fasanenhof mit den dazugehörenden Liegenschaften, um dort Wohnungen errichten zu können. Erst im Jahr 1926 wurde das Gebiet auch politisch nach Kassel eingemeindet.
In der Folge sollte dort ein erstes Siedlungsgebiet für untere Einkommensschichten entstehen. Dazu wurden zunächst an der Ihringshäuser Straße und der Eisenschmiede genossenschaftlich gebaute Häuser erbaut. Ab 1925 erfolgte eine Bebauung des Gebietes bis zur Fuldatalstraße durch die Siedlungs- und Baugenossenschaft Fasanenhof. 1926 wurde der Gutsbezirk Fasanenhof auch politisch in die Stadt Kassel eingemeindet.
In 1936 wurden von der katholischen Gemeinde die St.-Bonifatius-Kirche und von der evangelischen Gemeinde die Erlöserkirche fertiggestellt. An die Kirche schließt sich ein Kindergarten an.
Im Zweiten Weltkrieg wurde die Domäne Fasanenhof zerstört. 1962–1970 entstand an der Stelle des ehemaligen Gutshofs eine große Seniorenwohnanlage, das Heinrich-Constantin-Heim.

## Politik

### Ortsbeiratswahl
Die Wahlbeteiligung bei der Ortsbeiratswahl 2021 lag bei 39,0 %.
| Ortsbeiratswahl Fasanenhof 2021Wahlbeteiligung: 39,0 % 50403020100 46,5 %28,2 %25,4 %n. k. % SPDGrüneCDUFWGewinne und Verlusteim Vergleich zu 2016 %p 12 10 8 6 4 2 0 −2 −4 −6 −8−7,0 %p+10,2 %p+1,4 %p−4,4 %pSPDGrüneCDUFW | Sitzverteilung im Ortsbeirat Fasanenhof 2021Insgesamt 9 Sitze - SPD: 4 - Grüne: 3 - CDU: 2 |

### Wahlen im Stadtteil
| Jahr | Wahl                        | Wbt.  | SPD  | CDU  | AfD  | Linke | Grüne | BSW | FDP | FW  | Sonst. |
| ---- | --------------------------- | ----- | ---- | ---- | ---- | ----- | ----- | --- | --- | --- | ------ |
| 2025 | Bundestagswahl              | 76,7  | 23,4 | 20,3 | 17,5 | 13,4  | 11,9  | 6,8 | 2,8 | 1,1 | 2,8    |
| 2024 | Europawahl                  | 55,6  | 20,4 | 22,8 | 14,4 | 4,8   | 12,0  | 6,8 | 3,9 | 1,3 | 13,6   |
| 2023 | Landtagswahl                | 56,2  | 20,0 | 27,1 | 21,0 | 6,1   | 14,2  | —   | 3,4 | 2,8 | 5,4    |
| 2021 | Bundestagswahl              | 67,7  | 34,5 | 15,8 | 9,7  | 7,4   | 15,1  | —   | 8,6 | 1,2 | 7,7    |
| 2021 | Ortsbeirat                  | 39,0  | 46,5 | 25,4 | —    | —     | 28,2  | —   | —   | —   | —      |
| 2021 | Stadtverordnetenversammlung | 39,0  | 30,3 | 20,9 | 9,1  | 10,0  | 19,8  | —   | 4,0 | 2,5 | 3,41   |
| 2016 | Ortsbeirat                  | 41,8  | 53,5 | 24,0 | —    | —     | 18,0  | —   | —   | 4,4 | —      |
| 2016 | Stadtverordnetenversammlung | 41,8  | 36,6 | 20,0 | 14,6 | 9,5   | 11,2  | —   | 4,1 | 2,3 | 1,72   |
| 2011 | Ortsbeirat                  | 42,2  | 55,4 | 25,3 | —    | —     | 18,4  | —   | —   | —   | —      |
| 2011 | Stadtverordnetenversammlung | 41,7  | 46,6 | 23,9 | —    | 6,8   | 15,9  | —   | 1,8 | 1,6 | 3,63   |
| 2006 | Ortsbeirat                  | 39,2  | 53,2 | 33,2 | —    | —     | 13,6  | —   | —   | —   | —      |
| 2001 | Ortsbeirat                  | k. A. | 50,9 | 33,8 | —    | —     | 10,3  | —   | —   | —   | —      |

Fußnoten
1 2021: zusätzlich: Bienen: 2,4 %; PARTEI: 1,0

2 2016: zusätzlich: Piraten: 1,7 %

3 2011: zusätzlich: Piraten: 3,1 %; AUF-Kassel: 0,5 %

## Wirtschaft und Infrastruktur
Das Klinikum Kassel hat seinen Sitz in diesem Stadtteil. Es ist das größte kommunale Krankenhaus in Hessen.
Im Stadtteil befindet sich auch eine größere Schule, die Fasanenhofschule. Es handelt sich um eine Ganztagsgrundschule. Zudem beheimatet der Stadtteil die Grundschule Bossental und die Versöhnungskirche.
Zudem verfügt der Fasanenhof über ein Dichterviertel. Eine Vielzahl von Straßen – die alle eng miteinander verbunden sind – ist nach Dichtern wie Eduard Mörike, Wilhelm Hauff, Adelbert von Chamisso und Franz Grillparzer benannt.
Die Ihringshäuser Straße ist die Hauptstraße des Stadtteils. Sie verbindet den Fasanenhof im Norden mit der Gemeinde Fuldatal und im Süden mit dem Stadtteil Wesertor.